# Ken Owens
Kenneth James Owens (Carmarthen, 3 de enero de 1987) es un jugador británico de rugby que se desempeña como hooker y juega en los Scarlets del euro–sudafricano Pro14. Es internacional con los Dragones rojos desde 2011.

## Selección nacional
Warren Gatland lo convocó a los Dragones rojos para disputar el Mundial de Nueva Zelanda 2011 y debutó contra Namibia, ingresando en sustitución de Lloyd Burns. En total lleva 68 partidos jugados y 15 puntos marcados, producto de tres tries.

### Participaciones en Copas del Mundo
Gatland lo seleccionó para participar de Inglaterra 2015, siendo titular indiscutido, y Japón 2019.
| Mundial                       | Sede          | Resultado        | PJ | Tries |
| ----------------------------- | ------------- | ---------------- | -- | ----- |
| Copa Mundial de Rugby de 2011 | Nueva Zelanda | Cuarto puesto    | 1  | 0     |
| Copa Mundial de Rugby de 2015 | Inglaterra    | Cuartos de final | 5  | 0     |
| Copa Mundial de Rugby de 2019 | Japón         | Disputando       | 1  | 0     |

### Leones Británicos
Gatland también lo seleccionó a los British and Irish Lions para participar de la Gira de los Leones Británico-Irlandeses 2017 que se realizó por Nueva Zelanda. Owens fue suplente del inglés Jamie George y jugó dos de los tres test matches contra los All Blacks.

## Palmarés
- Campeón del Torneo de las Seis Naciones de 2012, 2013 y 2019.
- Campeón del Pro14 de 2016-17.
- Seleccionado por los British and Irish Lions para la gira de 2017 en Nueva Zelanda[3]
- Seleccionado por los British and Irish Lions para la gira de 2021 en Sudáfrica [4]